# کونکورتزو
کونکورتزو (به ایتالیایی: Concorezzo) یک کومونه در ایتالیا است که در استان مونتزا و بریانتزا واقع شده‌است.

## خصوصیات
کونکورتزو ۸٫۵ کیلومترمربع مساحت و ۱۵٬۱۷۸ نفر جمعیت دارد و ۱۷۱ متر بالاتر از سطح دریا واقع شده‌است.

## نگارخانه

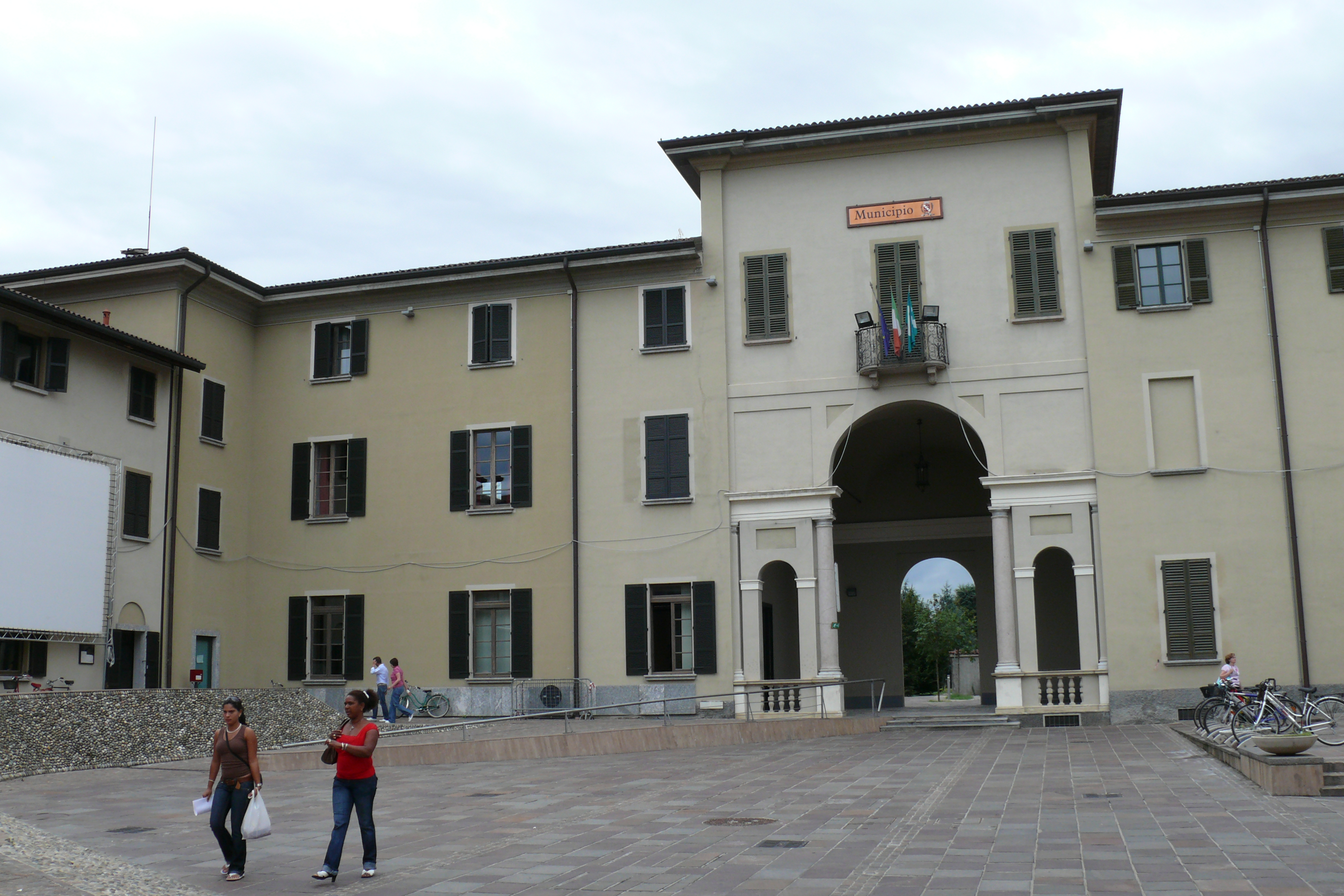